# Brunhuvad chachalaca
Brunhuvad chachalaca (Ortalis ruficeps) är en fågel i familjen trädhöns inom ordningen hönsfåglar.

## Utseende och läte
Brunhuvad chachalaca är en slank och långstjärtad hönsfågel. Fjäderdräkten är övervägande gråbrun med varmare kastanjebrunt huvud. På närhåll syns en bar röd strupfläck och skäraktiga ben. Arten är något lik amazonguan och marailguan, men är mycket mindre och ses ej heller som dessa i trädtaket i högvuxen skog. Fågeln är vanligen tystlåten, men grupper av fåglar kan högljust ropa till varandra tidigt på morgonen, då lätet kan höras över en kilometer.

## Utbredning och systematik
Fågeln förekommer i nordcentrala Brasilien söder om Amazonfloden. Den behandlas som monotypisk, det vill säga att den inte delas in i några underarter. Tidigare kategoriserades den som underart till motmotchachalaca (O. motmot).

## Levnadssätt
Brunhuvad chachalaca hittas i skog, ungskog och flodkanter. Den ses vanligen i smågrupper.

## Status
IUCN erkänner den inte som art, varför den inte placeras i någon hotkategori.